# Erica Beer
Pour les articles homonymes, voir Beer.
Erica Beer est une actrice allemande, née le 19 janvier 1925 à Munich et morte le 27 décembre 2013 à Vaterstetten.

## Biographie
Erika Konstanze Beer, fille du commerçant Josef Beer et de son épouse Katharina Konstanzia Faltermeier, reçoit des leçons de théâtre de Beate von Molo. Elle fait ses débuts à la Kleine Komödie de Munich et se produit sur des scènes à Bonn, Darmstadt, Francfort, Stuttgart, Wiesbaden et au Münchner Kammerspiele. En tant qu'artiste de spectacle, elle est membre de l'Internationale Artisten-Loge. En 1954, elle joue au Schauspielhaus de Zurich dans les versions théâtrales des films Ninotchka et L'Ange bleu. Jusque dans les années 1960, elle travaille principalement dans les théâtres de Munich.
À partir de 1952, Erica Beer reçoit de nombreux rôles au cinéma. Elle est la séductrice élégante du cinéma allemand qui confond l'acteur principal ou deux hommes entre eux. Son espoir de carrière à Hollywood ne se réalise pas.
Le fils d'Erica Beer, Konstantin Michael, naît en 1948. En 1957, elle épouse le scénariste autrichien Robert Thoeren, décédé le 13 juillet de la même année à la suite d'un accident de voiture.

## Filmographie
- 1952 : Gefangene Seele
- 1953 : La Dernière valse
- 1953 : Moselfahrt aus Liebeskummer
- 1954 : Esclaves pour Rio (de)
- 1954 : Die goldene Pest
- 1955 : 08/15 s'en va-t-en-guerre
- 1956 : Waldwinter
- 1956 : Schwarzwaldmelodie
- 1956 : Der Glockengießer von Tirol
- 1956 : Mein Vater, der Schauspieler
- 1957 : Violence sous les tropiques
- 1957 : Kindermädchen für Papa gesucht
- 1957 : ...und führe uns nicht in Versuchung
- 1958 : Meine 99 Bräute (de)
- 1959 : Ton corps m'appartient
- 1959 : La Rage de vivre (Verbrechen nach Schulschluß) d'Alfred Vohrer
- 1959 : Arzt aus Leidenschaft
- 1959 : Arzt ohne Gewissen
- 1959 : SOS - Train d'atterrissage bloqué
- 1959 : So angelt man keinen Mann
- 1960 : Scotland Yard contre Cercle rouge
- 1960 : Mit 17 weint man nicht
- 1961 : Paris a deux visages (de)
- 1960 : Trahison sur commande
- 1962 : Das Halstuch (série télévisée)
- 1965 : DM-Killer
- 1970 : Nicht fummeln, Liebling (de)
- 1971 : Deep End
- 1970 : Der Fall von nebenan (série télévisée)
- 1972 : Roi, Dame, Valet
- 1973 : Ein Haus voll Zeit (téléfilm)
- 1974 : Die Fälle des Herrn Konstantin (série télévisée)
- 1974 : Ardéchois cœur fidèle (série télévisée)
- 1974 : Münchner Geschichten (série télévisée)
- 1974 : Zwei himmlische Dickschädel
- 1976 : Eine kleine Liebe (téléfilm)
- 1978 : Unternehmen Rentnerkommune (série télévisée)
- 1979 : Die Münze (téléfilm)
- 1980 : Die Undankbare (téléfilm)
- 1983 : Die Zeiten ändern sich (série télévisée)
- 1989 : Euroflics : Falken auf Eis (série télévisée)